# János Fadrusz
János Fadrusz (2 de septiembre de 1858, Bratislava - 26 de octubre de 1903, Budapest) fue un escultor húngaro con gran reconocimiento en su época, en la que realizó muchas obras públicas.
Fue conocido a partir de su participación en la Exposición Universal de París (1900), en la cual fueron premiadas dos obras suyas:
- Cristo en la Cruz, ( Museo de Szeged).
- Estatua ecuestre de Matías Corvino, (Cluj-Napoca).

Algunas de sus obras están expuestas en el Museo de Budapest y el Museo Británico.
Su obra más representativa es el Monumento a Matías Corvino en Cluj-Napoca, un conjunto escultórico de doce metros de altura ubicado en la capital transilvana, justo enfrente de la Iglesia de San Miguel.

## Galería

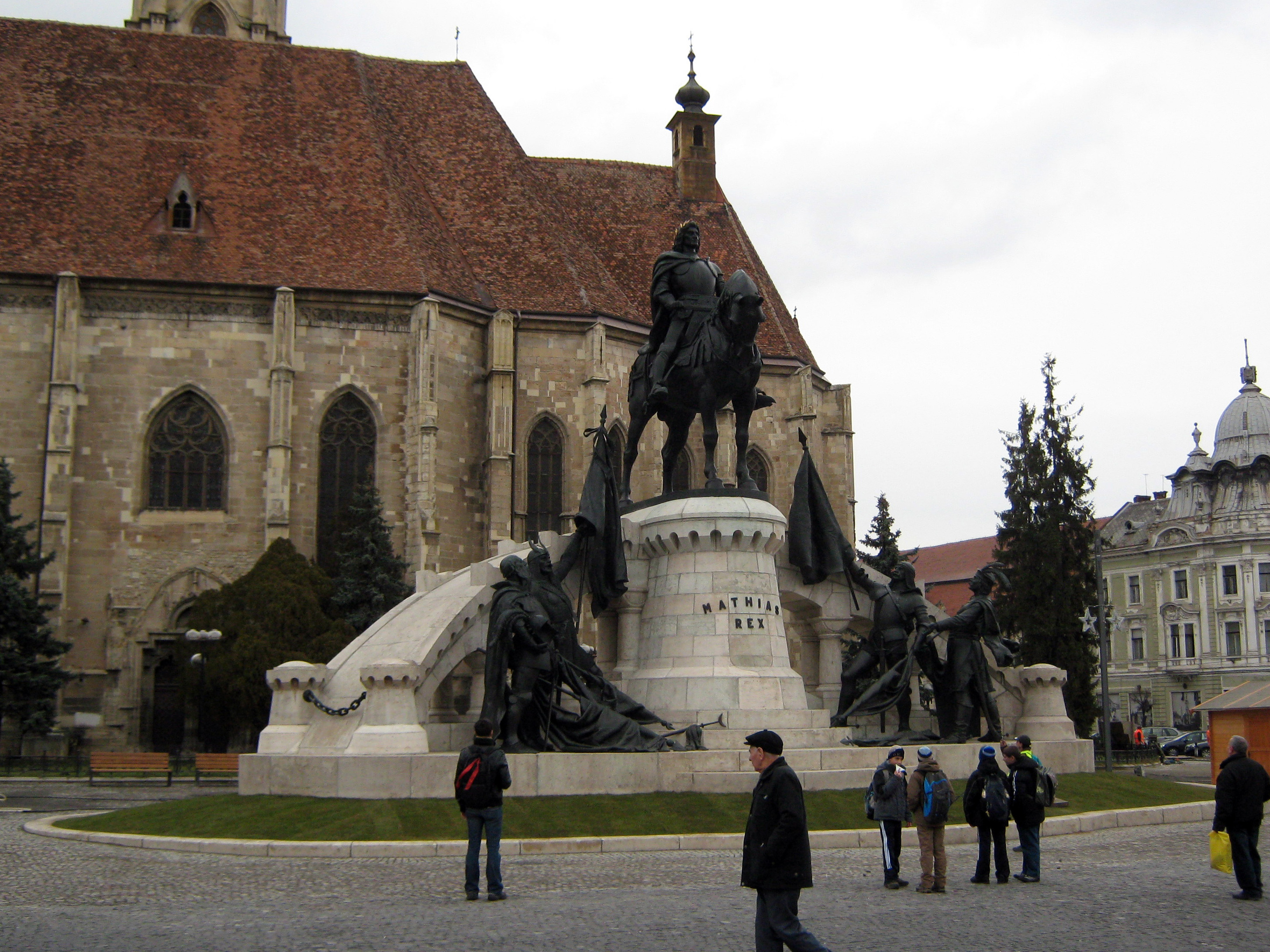
Monumento a Matías Corvino en Cluj-Napoca, Cluj-Napoca, 1902
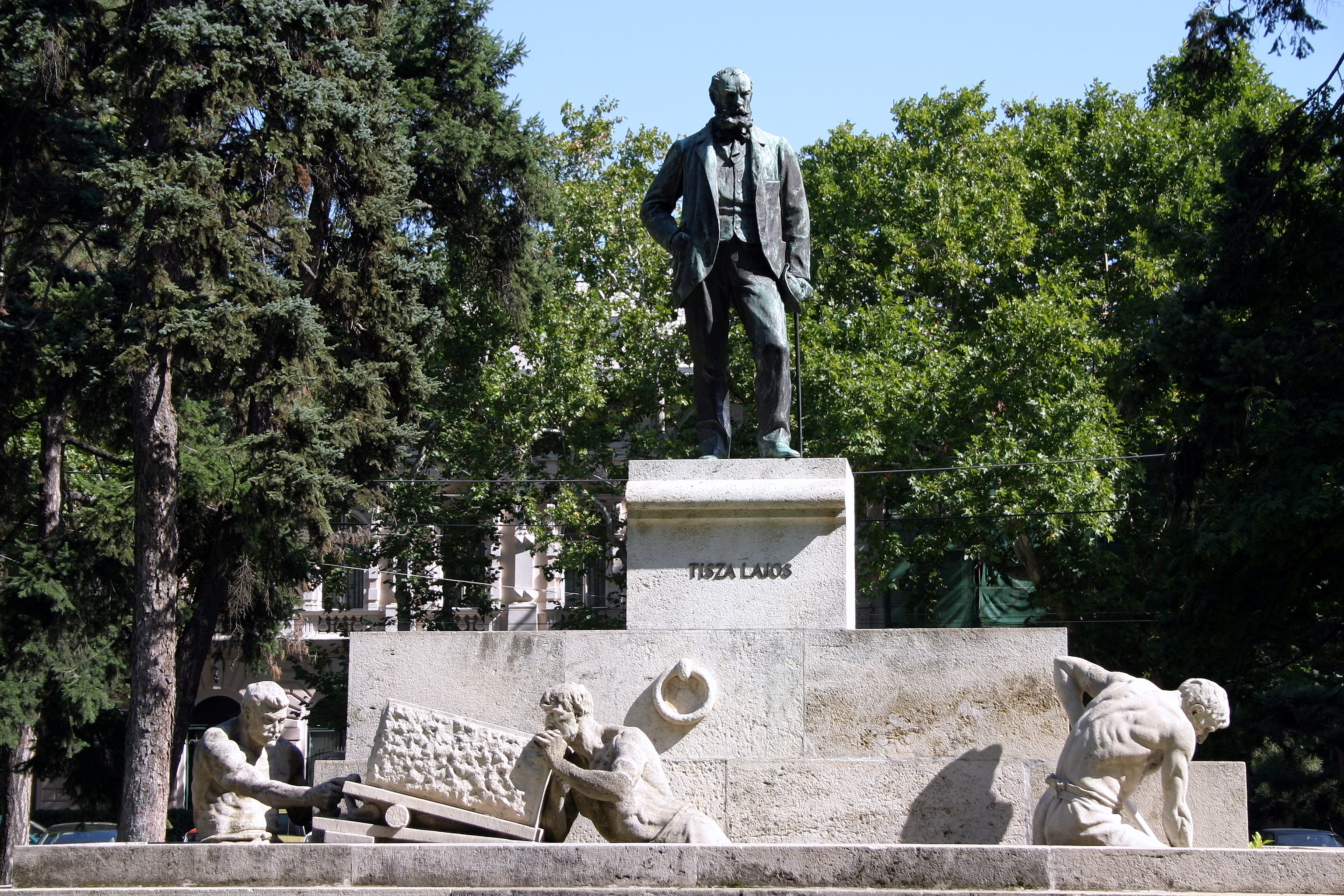
Kálmán Tisza (1904), Szeged
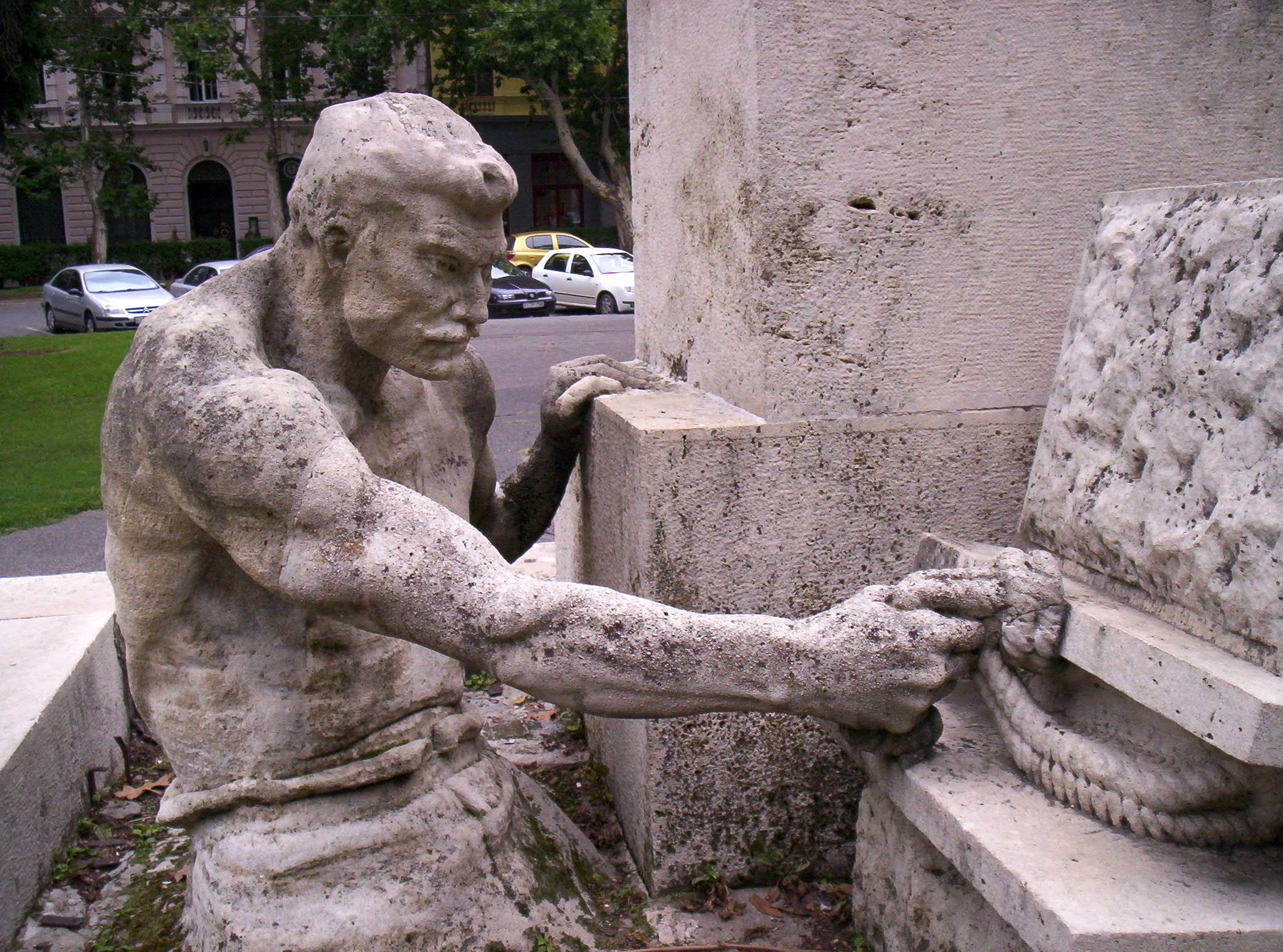
Detalle de Kálmán Tisza, Szeged, 1904
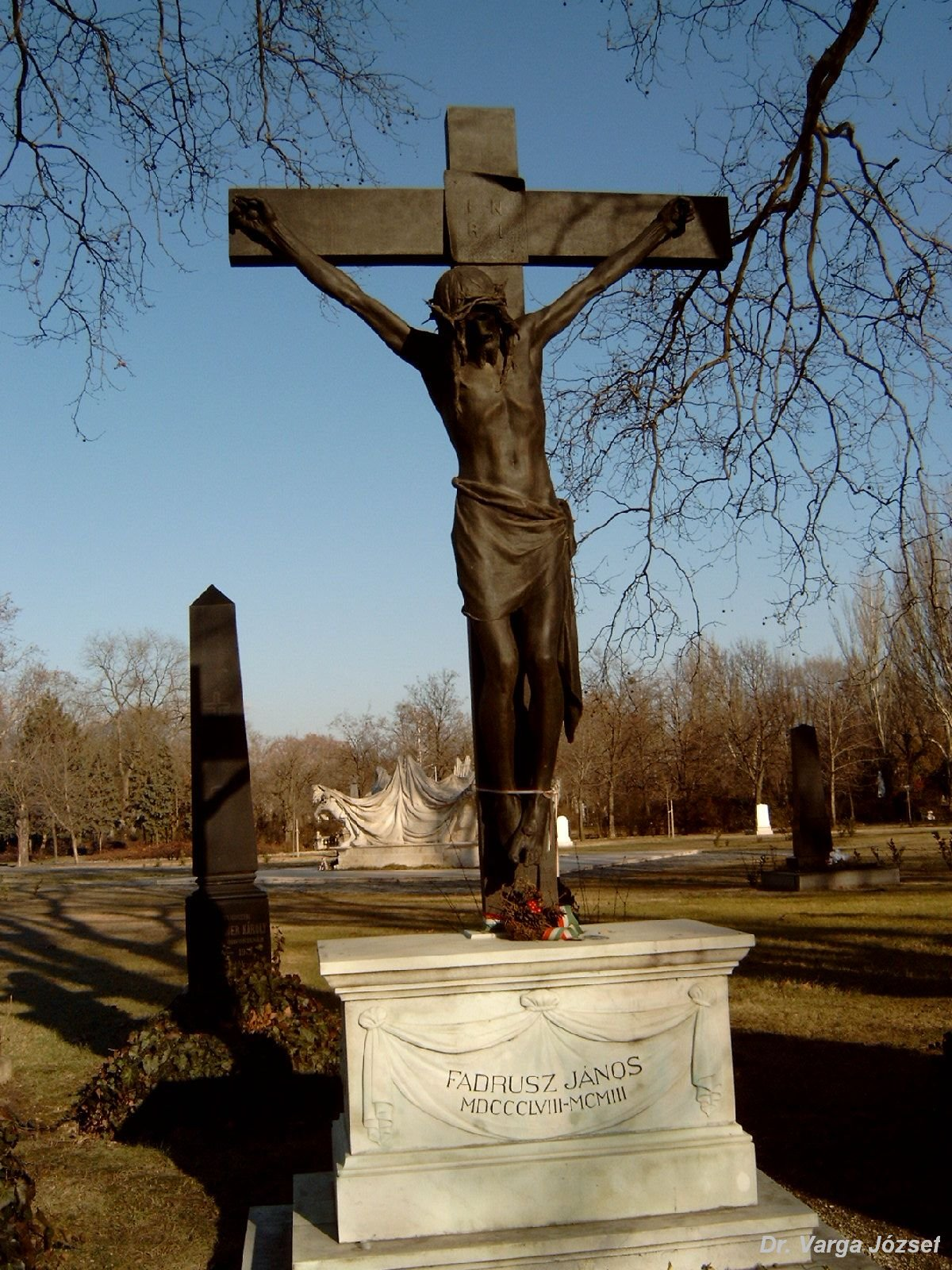
Cristo en la Cruz, Szeged.